# Shri Mataji Nirmala Devi
Shri Mataji Nirmala Devi, pseudonimo di Nirmala Srivastava, nata Nirmala Salve (Chhindwara, 21 marzo 1923 – Genova, 23 febbraio 2011), è stata un'attivista indiana, fondatrice di un nuovo tipo di yoga chiamato Sahaja Yoga, o yoga spontaneo.
La diffusione da parte sua di questa disciplina cominciò nel 1970. A partire da allora, Shri Mataji ha viaggiato in tutto il mondo per diffondere Sahaja Yoga, per più di 30 anni, tenendo numerose conferenze pubbliche, concedendo interviste a vari giornali, televisioni e radio. Sahaja Yoga è ora diffuso in molti paesi del mondo.

## Biografia

### Famiglia e primi anni
Shri Mataji è nata il 21 marzo 1923 a Chindwara (un villaggio situato nel centro dell'India) da genitori cristiani, fu chiamata Nirmala, una parola che in sanscrito significa pura. Shri Mataji afferma che suo padre, Prasad Rao Salve, era un diretto discendente della dinastia reale Shalivana, che regnò nella provincia indiana del Maharastra dal 230 a.C. fino al 230 d.C.
Nel 1920, Prasad Rao Salve sposò Lady Cornelia, che aveva un alto grado di istruzione in sanscrito, urdu e hindi. Cornelia fu la prima donna ad ottenere una laurea in matematica alla Ferguson University; peraltro scoprì nuovi metodi algebrici di uso ancora attuale. Dopo il suo successo accademico, la priorità della madre di Shri Mataji fu verso la famiglia. Accudì e fece crescere undici figli dando loro un'attenta e severa educazione e molto amore.
Shri Mataji Nirmala Salve condivise una felice infanzia con la famiglia, a Nagpur. Per quanto fosse la più giovane dei figli all'epoca, quando aveva circa sette anni passò parecchio tempo libero nell'ashram del Mahatma Gandhi. Partecipava a tutte le attività dell'ashram e le veniva spesso richiesto di scegliere le canzoni per le preghiere. Shri Mataji afferma che Gandhi apprezzava la sua saggezza al punto da consultarla su questioni spirituali.

### Anni della maturità
Quando venne il momento di scegliere il ramo di studi, la giovane Nirmala optò per il campo della medicina, focalizzando il suo interesse per l'anatomia e la fisiologia umana.
Ma, come suo padre, il suo cuore era completamente coinvolto nella lotta per la liberazione dell'India; più volte finì in prigione per aver partecipato a movimenti pacifici studenteschi, il movimento Quit India (1942), e fu anche bandita dal suo corso di studi. Dopo la proclamazione d'Indipendenza dell'India, Shri Mataji sposò il giovane diplomatico Mr. Chandrika Prasad Srivastava, il 7 aprile 1947. Egli era un membro di rilievo del Servizio Amministrativo Indiano, e ben presto la sua carriera nel servizio pubblico avanzò come divenne il Segretario del Primo Ministro Indiano, Lal Bahadur Shastri.
Dopo il matrimonio, Shri Mataji si dedicò completamente alla famiglia. La giovane coppia ebbe due figlie: Kalpana e Sadhana. Quando le figlie furono entrambe sposate, l'attenzione di Shri Mataji si orientò verso il benessere della società; fondò la "Youth Society" per promuovere il cinema di giovani talenti, nel pieno rispetto però di valori e costumi morali.
In seguito promosse anche la realizzazione di una scuola di arte e musica (P.K.Salve Music and Art Academy), di un centro per donne abbandonate (Nirmal Prem), di un ospedale operante con metodi di Sahaja Yoga a Belapur (International Sahaja Yoga Research and Health Centre), del TEV (Theatre of Eternal Values).

### La nascita di Sahaja Yoga
Shri Mataji aveva desiderio di trovare un nuovo sistema per approcciare le persone di tutto il mondo e tutte le culture e diffondere le conoscenze yoga a lei note, per permettere ad esse di ottenere la realizzazione del sé e il proprio benessere.
In questo periodo ebbe contatti con il noto maestro spirituale Osho, ma non ne ricavò una buona impressione.
All'alba del 5 maggio 1970, Shri Mataji finalmente intuì quale potesse essere il metodo: una pratica semplice che consenta di ottenere lo yoga in modo spontaneo e di poterla praticare in modo autonomo. Inoltre, un metodo tale da usare elementi naturali per migliorare se stessi e ottenere un benessere completo. Shri Mataji decise quindi di chiamare questo metodo Sahaja, che significa innato ovvero spontaneo.
Nel 1974, C.P. Srivastava fu nominato Segretario Generale dell'Organizzazione marittima internazionale delle Nazioni Unite, una posizione che occupò per ben 17 anni. Successivamente a questo impiego, gli furono conferite onorificenze da 17 nazioni e fu investito cavaliere dell'Ordine di San Michele e San Giorgio da Elisabetta II del Regno Unito. In questo paese infatti i coniugi Srivastava vissero molti anni, in quanto l'agenzia centrale dell'Organizzazione marittima internazionale, dove egli lavorava, si trovava a Londra.
Dagli anni '80 Shri Mataji viaggiò in Europa, in America del Sud e del Nord, in Asia e in Oceania, permettendo a migliaia di persone di sperimentare Sahaja Yoga. Nel 1995 fu invitata dal governo cinese ad intervenire alla Quarta Conferenza Mondiale sulle Donne che si sarebbe tenuta a Pechino.
Negli ultimi anni Shri Mataji e il marito sir Chandrika Prasad Srivastava vivevano periodicamente in India e in Italia, specialmente nel paese montano di Cabella Ligure, che ella definì "il luogo perfetto per trovare la pace". Shri Mataji è morta il 23 febbraio 2011 alla Clinica Montallegro di Genova: la famiglia non ha rivelato le cause del decesso. Il suo corpo è stato trasportato e sepolto in India, a Delhi.

## Controversie
Nel corso di un intervento risalente al 2002, ha espresso opinioni pseudoscientifiche sulla cura del cancro e di altre malattie.
Nel porre le basi alla dottrina Yoga da lei fondata, si presentava come incarnazione terrena della "Grande Madre" e destinataria di pratiche di vera e propria adorazione.